# Terminal de buses de Cochabamba
17°24′09″S 66°09′27″O / -17.402436579538183, -66.15761380045393
La Terminal de buses Cochabamba, es una de las mayores estaciones de autobus de Cochabamba y la Región Metropolitana de Kanata, así como uno de las más concurridos de Bolivia, después de Terminal Bimodal, Terminal de La Paz y la Terminal Metropolitana de El Alto.
Su ubica en pleno centro de la ciudad, en el barrio San Antonio, utilizando los terrenos de la vieja estación de ferrocarril, cerca del distrito comercial La Cancha, y colindante con la Colina de San Sebastian y el Edificio de la Gobernación de Cochabamba.

## Historia

### Construcción
El Supremo Gobierno de la República y otras entidades gubernamentales dieron prioridad al proyecto que fue exigido por varias organizaciones de Cochabamba el año 1968. Más tarde, es sancionado el Decreto Supremo 12771 de 14 de agosto de 1975, autorizando la transferencia de terreno de 115000 metros cuadrados de la vieja estación central de ferrocarril Bolivia Railways, que estaba en manos de ENFE al Gobierno Municipal de Cochabamba, con el objetivo de fortalecer el crecimiento de la urbe de Cochabamba.
En 1978, se inicia la construcción, la cual dura 14 años, con reformulación en el 1985, y concluyendo en 1991.